# North Cleveland (Teksas)
North Cleveland je grad u američkoj saveznoj državi Teksas. Prema popisu stanovništva iz 2010. u njemu je živjelo 247 stanovnika.